# Đàm Tuấn Ngạn
Đàm Tuấn Ngạn (Tên tiếng Anh: Shaun Tam Chun Yin, sinh ngày 30 tháng 7 năm 1980), nam diễn viên và người dẫn chương trình Hong Kong, những năm đầu chủ yếu ở Trung Quốc đại lục và phát triển mảng điện ảnh. Nhưng vì để chăm sóc và đồng hành cùng gia đình, anh đã quay lại Hong Kong để phát triển trong những năm gần đây. Hiện là diễn viên dưới hợp đồng quản lý nghệ sĩ của TVB.

## Lý lịch sơ lược
Đàm Tuấn Ngạn sinh ra tại Hong Kong, sau khi tốt nghiệp Trung học Anh văn Thánh Nhược Sắt, sau đó du học Toronto Canada, học đến đại học năm hai; chuyên ngành Quảng cáo. Năm 2000, gia nhập công ty quản lý Tinh Hạo dưới quyền Nhĩ Đông Thăng. Bộ phim điện ảnh đầu tiên《Hoảng tâm giả kỳ》 của diễn viên chính Mai Diễm Phương thực hiện bởi đạo diễn Trương Chi Lượng. Năm 2016 chính thức ký hợp đồng và trở thành nghệ sĩ dưới quyền của TVB, các bộ phim đã quay đều là nhân vật chính, bao gồm 《Thiên mệnh》, 《Đặc kỷ nhân》, 《Bằng chứng thép 4》. Tháng 7 năm 2018, lúc tiếp nhận phỏng vấn nói rằng vì muốn ở bên gia đình, cho nên quay về Hong Kong phát triển sự nghiệp cũng hy vọng có thể làm tấm gương tốt dạy dỗ con cái.
Năm 2021, do anh ấy có vẻ bề ngoài giống với Lee Jung Jae nam chính bộ phim Hàn Quốc nổi tiếng《Trò chơi con mực》của Netflix, được cư dân mạng đặt là Lee Jung Jae bảm Hong Kong. Cùng năm, anh ấy diễn chính trong bộ phim Khánh đài TVB《Hoán mệnh chân tướng》, nhờ bộ phim này giúp anh lần đầu tiên giành được giải "Nam diễn viên chính xuất sắc nhất" và "Nam chính TVB được yêu thích nhất Malaysia" tại 《Lễ trao giải TVB 2021》, trở thành Thị đế hai lần.

## Tình trạng gia đình
Cha của anh ấy là nghệ sĩ Hong Kong Địch Long, mẹ là nghệ sĩ Đào Mẫn Minh, anh chị họ là nghệ sĩ Lâm San San, Lâm Hải Phong, Lâm Hiểu Phong. Vợ là nữ diễn viên Trung Quốc đại lục Nhậm Chỉ Nghiên, hai người có 1 trai 1 gái. Đàm Tuấn Ngạn 4 năm trước kiên quyết trở về Hong Kong làm việc, hy vọng có nhiều thời gian chứng kiến con cái trưởng thành.

## Tác phẩm diễn xuất

### Phim truyền hình (TVB)
| Năm            | Tên phim tiếng Việt                  | Tên phim tiếng Trung  | Vai diễn                          |
| -------------- | ------------------------------------ | --------------------- | --------------------------------- |
| 2018           | Thiên mệnh                           | 天命                  | Vua Gia Khánh                     |
| 2018           | Đặc kỷ nhân                          | 特技人                | Tề Đại Chí                        |
| 2019           | Kỳ án Bao Thanh Thiên                | 包青天再起風雲        | Bao Chửng                         |
| 2020           | Bằng chứng thép IV                   | 法證先鋒IV            | Quách Huy Hoàng (sếp King)        |
| 2020           | Lời thú tội cuối cùng sau 18 năm     | 十八年後的終極告白    | Lâm Lãng Sinh (Sam)               |
| 2021           | Mất trí 24 giờ                       | 失憶24小時            | Bàng Nhất Ngôn                    |
| 2021           | Hoán mệnh chân tướng                 | 換命真相              | Thời Quang (Timothee)             |
| 2021           | Quyền vương                          | 拳王                  | Hải Chính Hi (Diễn xuất đặc biệt) |
| 2021           | Mái ấm gia đình 4                    | 愛回家之開心速遞      | 456 (Diễn xuất đặc biệt)          |
| Chưa phát sóng | Lời thú tội cuối cùng sau 18 năm 2.0 | 十八年後的終極告白2.0 | Diêu Thượng Khiêm                 |
| Chưa phát sóng | Hành động liêm chính 2022            | 廉政行動2022          |                                   |

### Phim truyền hình (Khác)
| Năm  | Tên phim tiếng Việt                     | Tên phim tiếng Trung | Vai diễn          |
| ---- | --------------------------------------- | -------------------- | ----------------- |
| 2003 | Vô hà thiên                             | 無河天               | Tôn Tinh Qua      |
| 2004 | Hiệp ảnh tiên tung                      | 俠影仙蹤             | Tào Tuấn          |
| 2004 | Hầu điểu e nhân                         | 候鳥e人              | Giang Thiệu Hàn   |
| 2005 | Tình ca Paris                           | 巴黎戀歌             | Nhậm Văn Khoan    |
| 2009 | Câu chuyện hải quan                     | 海關故事             | Sếp Vi (tập 1)    |
| 2010 | Tình sử trường thành/ Hổ phù truyền kỳ  | 虎符傳奇             | Phạm Thư          |
| 2011 | Tình yêu phải có anh mới hoàn mỹ        | 愛要有你才完美       | Từ Phong          |
| 2013 | Phi duyên vật nhiễu                     | 非緣勿擾             | Trần Thụ Phong    |
| 2014 | Băng tửu oa                             | 冰酒窩               |                   |
| 2015 | Lục Tiểu Phụng và Hoa Mãn Lâu           | 陸小鳳與花滿樓       | Tây Môn Xuy Tuyết |
| 2015 | Người đàn ông bắt được cầu vòng         | 抓住彩虹的男人       | Trần Thế Kiệt     |
| 2015 | Vẫn cứ thích em                         | 偏偏喜歡你           | Âu Dương Phi      |
| 2016 | Bà nội trợ hành động/ Thần thám nội trợ | 煮婦神探             | Quản gia Âu Dương |